# Eleição municipal de Londrina em 2016
A eleição municipal de Londrina em 2016 ocorreu em 2 de outubro de 2016. O prefeito era Alexandre Kireeff, do PSD, que terminaria seu mandato em 1 de janeiro de 2017. Marcelo Belinati, do PP, foi eleito prefeito de Londrina ainda no primeiro turno.

## Resultado da eleição para prefeito

### Primeiro turno
| Candidatos a prefeito | Número | Votação | Percentual |
| --------------------- | ------ | ------- | ---------- |
| Marcelo Belinati PP   | 11     | 136.360 | 51,57%     |
| Valter Orsi PSDB      | 45     | 93.415  | 35,33%     |
| André Trindade PPS    | 23     | 17.452  | 6,60%      |
| Sandra Graça PRB      | 10     | 7.904   | 2,99%      |
| Odorlone PT           | 13     | 4.646   | 1,76%      |
| Paulo Silva PSOL      | 50     | 3.067   | 1,16%      |
| Luciano Odebrecht PMN | 33     | 1.579   | 0,60%      |